# آلفردو کاریلو
آلفردو کاریلو (انگلیسی: Alfredo Cariello؛ زادهٔ ۱۰ سپتامبر ۱۹۷۹) بازیکن فوتبال اهل ایتالیا است.
از باشگاه‌هایی که در آن بازی کرده‌است می‌توان به باشگاه فوتبال آسکولی، باشگاه فوتبال کیه‌وو ورونا، باشگاه فوتبال فروزینونه، باشگاه فوتبال سالرنیتانا، و باشگاه فوتبال کروتونه اشاره کرد.